# Selbständige Gemeinde
Selbständige Gemeinde wird sowohl in einer umgangssprachlichen als auch in einer rechtlichen Bedeutung verwendet.

## Umgangssprachliche Bedeutung
Selbständige Gemeinde ist in Deutschland und Österreich der umgangssprachliche Begriff für eine Gemeinde, die als unterste Ebene der Verwaltungshierarchie eine Gebietskörperschaft darstellt. Im Gegensatz hierzu steht der Ortsteil bzw. der eingemeindete Ort.
Beispiele:
- Zaisenhausen ist eine „selbständige Gemeinde“ im Landkreis Karlsruhe.
- Bahnbrücken ist seit 1971 ein Ortsteil der Stadt Kraichtal und seither keine „selbständige Gemeinde“ mehr.

## Rechtliche Bedeutung
Eine selbständige Gemeinde ist im niedersächsischen Kommunalrecht eine kreisangehörige Gemeinde oder eine Samtgemeinde, die auf Grund ihrer Größe neben ihren Aufgaben als kreisangehörige Gemeinde teilweise Aufgaben des Landkreises übernimmt.
Nach § 14 Abs. 3 des Niedersächsischen Kommunalverfassungsgesetzes haben alle Gemeinden und Samtgemeinden mit mehr als 30.000 Einwohnern die Rechtsstellung einer „selbständigen Gemeinde“, sofern sie keine „großen selbständigen Städte“ gemäß § 14 Absatz 5 NKomVG und keine „kreisfreien Städte“ gemäß § 14 Absatz 6 NKomVG sind.
Sinkt die Einwohnerzahl unter die Grenze von 30.001, so behält die Gemeinde dennoch ihren Status als selbständige Gemeinde bei. Auch Gemeinden von 20.001 bis 30.000 Einwohner können gemäß § 14 Abs. 3 S. 2 NKomVG auf Antrag von der Landesregierung zu selbständigen Gemeinden erklärt werden. Sofern dies geschieht, wird es im Ministerialblatt veröffentlicht. Wenn die Einwohnerzahl unter die Grenze von 20.001 absinkt, kann nach § 14 Abs. 4 S. 2 NKomVG der Status der selbständigen Gemeinde wieder entzogen werden.
Gegenwärtig werden in Niedersachsen folgende Gemeinden und Samtgemeinden als selbständige Gemeinden geführt:
Achim, Alfeld (Leine), Samtgemeinde Artland, Aurich, Bad Pyrmont, Bad Zwischenahn, Barsinghausen, Samtgemeinde Bersenbrück, Bramsche, Buchholz in der Nordheide, Burgdorf, Buxtehude, Cloppenburg, Duderstadt, Einbeck, Friesoythe, Ganderkesee, Garbsen, Geestland, Georgsmarienhütte, Gifhorn, Hann. Münden, Samtgemeinde Harsefeld, Helmstedt, Holzminden, Isernhagen, Laatzen, Langenhagen, Leer (Ostfriesland), Lehrte, Melle, Meppen, Neustadt am Rübenberge, Nienburg/Weser, Norden, Nordenham, Nordhorn, Northeim, Osterholz-Scharmbeck, Osterode am Harz, Papenburg, Peine, Rinteln, Ronnenberg, Schortens, Seelze, Seesen, Seevetal, Sehnde, Springe, Stade, Stuhr, Uelzen, Uetze, Varel, Vechta, Verden (Aller), Wallenhorst, Walsrode, Wedemark, Weyhe, Winsen (Luhe), Wolfenbüttel und Wunstorf.